# Wielenbach
Wielenbach település Németországban, azon belül Bajorországban. Lakosainak száma 3385 fő (2023. december 31.). Wielenbach Bernried, Seeshaupt, Weilheim in Oberbayern, Raisting, Pähl és Tutzing községekkel határos.

## Népesség
A település népessége az elmúlt években az alábbi módon változott:
| Lakosok száma | 534  | 1241 | 1890 | 2573 | 3128 | 3136 | 3192 | 3191 | 3301 | 3385 |
|               | 1875 | 1950 | 1975 | 1987 | 2012 | 2014 | 2016 | 2017 | 2021 | 2023 |